# (26209) 1997 RD1
1997 أر دي 1 (ويعرف أيضًا باسم (26209) 1997 أر دي 1 وفق تسمية الكوكب الصغير) (بالإنجليزية: 1997 RD1)‏ هو كويكب ضمن حزام الكويكبات؛ وترتيبه 26209 من حيث الاكتشاف.
اكتُشف هذا الجُرم الفلكي بواسطة تعقب الأجرام القريبة من الأرض في 2 سبتمبر 1997.

## وصلات خارجية
- (26209) 1997 RD1 في قاعدة بيانات مختبر الدفع النفاث لأجرام النظام الشمسي الصغيرة

- الاكتشاف · مخطط المدار ·  العناصر المدارية · المعلمات المادية

- (26209) 1997 RD1 على موقع ويكي سكاي: DSS2, SDSS, GALEX, IRAS, Hydrogen α, X-Ray, Astrophoto, Sky Map, Articles and images